# Subprefettura di Pinheiros
La Subprefettura di Pinheiros è una subprefettura (subprefeitura) della zona centrale della città di San Paolo in Brasile, situata nella zona amministrativa Ovest.

## Distretti
- Pinheiros
- Alto de Pinheiros
- Itaim Bibi
- Jardim Paulista